# World Rally Championship (серия игр)
World Rally Championship (WRC) — это серия видеоигр по раллийным гонкам. На сегодняшний день выпущено три серии видеоигр с официальной лицензией.

## История
Первые серии были опубликованы Sony Interactive Entertainment, которая владела лицензией WRC в начале 2000-х годов. Все эти игры были созданы британским разработчиком Evolution Studios в период с 2001 по 2005 год. Серия состоит из пяти оригинальных игр, выпущенных эксклюзивно для консоли Sony PlayStation 2, и одного порта для портативной приставки PSP от Sony, все они основаны на сезонах чемпионата мира по ралли с 2001 по 2005 год, с использованием официальных водителей, автомобилей и локаций. 
Затем лицензия оставалась бездействующей до 2009 года, когда итальянский издатель Black Bean Games подписал четырёхлетний лицензионный контракт. Позже последовала вторая серия, в которую вошли пять игр, опубликованных Black Bean Games и разработанных итальянским разработчиком Milestone S.r.l. в период с 2010 по 2013 год. Они включали четыре официальные игры WRC, основанные на сезонах с 2010 по 2013 год, а также лицензионную аркадную игру. Все они были выпущены для Microsoft Windows, PlayStation 3 и Xbox 360.
В июле 2013 года лицензия была приобретена французским издателем Bigben Interactive. Bigben нанял парижского разработчика Kylotonn для работы над третьей серией игр, которая началась в 2015 году с WRC 5 и продолжилась WRC 6 в 2016 году, WRC 7 в 2017 году и WRC 8 в 2019 году, основываясь на сезонах чемпионата мира по ралли 2015, 2016, 2017 и 2019 годов. Все четыре игры были выпущены для Microsoft Windows, PlayStation 4 и Xbox One. Мобильная версия WRC для Android и iOS была выпущена под названием WRC The Official Game в Play Маркет — 4 декабря 2014 года, App Store и Amazon App Store 11 декабря 2014 года.
WRC Promoter GmbH продлила свое лицензионное соглашение с разработчиком игр KT Racing до 2022 года, при этом было подтверждено, что WRC 9, WRC 10 и WRC Generations будут выпущены на платформах нового поколения Xbox Series X и PlayStation 5.
Codemasters приобрела эксклюзивную лицензию на игры WRC в 2020 году, чтобы начать выпуск игр в 2023 году и в течение пяти лет после этого, а первая игра должна быть выпущена в 2023 году.

## Игры

### Основная серия
| Название                                    | Дата выхода | ПК      | 6-е поколение | 7-е поколение     | 8-е поколение | 9-е поколение        | Портативное устройство      | Разработчик           | Особенности                      |
| ------------------------------------------- | ----------- | ------- | ------------- | ----------------- | ------------- | -------------------- | --------------------------- | --------------------- | -------------------------------- |
| World Rally Championship                    | 2001        | н/д     | PS2           | н/д               | н/д           | н/д                  | н/д                         | Evolution Studios     | Основано на сезоне WRC 2001 года |
| WRC II Extreme                              | 2002        | н/д     | PS2           | н/д               | н/д           | н/д                  | н/д                         | Evolution Studios     | Основано на сезоне WRC 2002 года |
| WRC 3                                       | 2003        | н/д     | PS2           | н/д               | н/д           | н/д                  | н/д                         | Evolution Studios     | Основано на сезоне WRC 2003 года |
| WRC 4                                       | 2004        | н/д     | PS2           | н/д               | н/д           | н/д                  | н/д                         | Evolution Studios     | Основано на сезоне WRC 2004 года |
| WRC: Rally Evolved                          | 2005        | н/д     | PS2           | н/д               | н/д           | н/д                  | н/д                         | Evolution Studios     | Основано на сезоне WRC 2005 года |
| WRC: FIA World Rally Championship Mobile    | 2007        | н/д     | н/д           | н/д               | н/д           | н/д                  | Java                        | Ditto Studios Ltd.    | Основано на сезоне WRC 2007 года |
| WRC: FIA World Rally Championship Mobile 3D | 2007        | н/д     | н/д           | н/д               | н/д           | н/д                  | Java, BREW                  | Firemint Pty Ltd.     | Основано на сезоне WRC 2007 года |
| WRC FIA World Rally Championship            | 2010        | Windows | н/д           | PS3, X360         | н/д           | н/д                  | н/д                         | Milestone S.r.l.      | Основано на сезоне WRC 2010 года |
| WRC 2: FIA World Rally Championship         | 2011        | Windows | н/д           | PS3, X360         | н/д           | н/д                  | н/д                         | Milestone S.r.l.      | Основано на сезоне WRC 2011 года |
| WRC 3: FIA World Rally Championship         | 2012        | Windows | н/д           | PS3, X360, OnLive | н/д           | н/д                  | Sony PS Vita                | Milestone S.r.l.      | Основано на сезоне WRC 2012 года |
| WRC 4: FIA World Rally Championship         | 2013        | Windows | н/д           | PS3, X360         | н/д           | н/д                  | Sony PS Vita                | Milestone S.r.l.      | Основано на сезоне WRC 2013 года |
| WRC The Official Game                       | 2014        | н/д     | н/д           | н/д               | н/д           | н/д                  | Android, iOS, Nintendo 3DS  | Bigben Interactive SA | Основано на сезоне WRC 2014 года |
| WRC 5                                       | 2015        | Windows | н/д           | PS3, X360         | PS4, Xbox One | н/д                  | Sony PS Vita                | KT Racing             | Основано на сезоне WRC 2015 года |
| WRC 6                                       | 2016        | Windows | н/д           | н/д               | PS4, Xbox One | н/д                  | н/д                         | KT Racing             | Основано на сезоне WRC 2016 года |
| WRC 7                                       | 2017        | Windows | н/д           | н/д               | PS4, Xbox One | н/д                  | Steam Deck                  | KT Racing             | Основано на сезоне WRC 2017 года |
| WRC 8                                       | 2019        | Windows | н/д           | н/д               | PS4, Xbox One | н/д                  | Nintendo Switch, Steam Deck | KT Racing             | Основано на сезоне WRC 2019 года |
| WRC 9                                       | 2020        | Windows | н/д           | н/д               | PS4, Xbox One | PS5, Xbox Series X/S | Nintendo Switch             | KT Racing             | Основано на сезоне WRC 2020 года |
| WRC 10                                      | 2021        | Windows | н/д           | н/д               | PS4, Xbox One | PS5, Xbox Series X/S | Nintendo Switch             | KT Racing             | Основано на сезоне WRC 2021 года |
| WRC Generations                             | 2022        | Windows | н/д           | н/д               | PS4, Xbox One | PS5, Xbox Series X/S | Nintendo Switch             | KT Racing             | Основано на сезоне WRC 2022 года |
| EA Sports WRC                               | 2023        | Windows | н/д           | н/д               | н/д           | PS5, Xbox Series X/S | н/д                         | Codemasters           | Основано на сезоне WRC 2023 года |

### Ответвления
| Название                                 | Дата выхода | PC      | 5-е поколение | 6-е поколение | 7-е поколение | Портативное устройство | Разработчик                | Особенности                      |
| ---------------------------------------- | ----------- | ------- | ------------- | ------------- | ------------- | ---------------------- | -------------------------- | -------------------------------- |
| WRC: FIA World Rally Championship Arcade | 2002        | н/д     | PS1           | н/д           | н/д           | н/д                    | Unique Development Studios | Основано на сезоне WRC 2002 года |
| World Rally Championship                 | 2005        | н/д     | н/д           | н/д           | н/д           | PSP                    | Traveller’s Tales          | Основано на сезоне WRC 2005 года |
| WRC Powerslide                           | 2013        | Windows | н/д           | н/д           | PS3, X360     | н/д                    | Milestone S.r.l.           | Основано на сезоне WRC 2013 года |

## История выпуска
| 2001 | World Rally Championship                                                              |
| 2002 | WRC II Extreme                                                                        |
| 2003 | WRC 3                                                                                 |
| 2004 | WRC 4                                                                                 |
| 2005 | WRC: Rally Evolved, World Rally Championship                                          |
| 2006 |                                                                                       |
| 2007 | WRC: FIA World Rally Championship Mobile, WRC: FIA World Rally Championship Mobile 3D |
| 2008 |                                                                                       |
| 2009 |                                                                                       |
| 2010 | WRC FIA World Rally Championship                                                      |
| 2011 | WRC 2: FIA World Rally Championship                                                   |
| 2012 | WRC 3: FIA World Rally Championship                                                   |
| 2013 | WRC Powerslide, WRC 4: FIA World Rally Championship                                   |
| 2014 | WRC The Official Game                                                                 |
| 2015 | WRC 5                                                                                 |
| 2016 | WRC 6                                                                                 |
| 2017 | WRC 7                                                                                 |
| 2018 |                                                                                       |
| 2019 | WRC 8                                                                                 |
| 2020 | WRC 9                                                                                 |
| 2021 | WRC 10                                                                                |
| 2022 | WRC Generations                                                                       |
| 2023 | EA Sports WRC                                                                         |

### World Rally Championship(2001)
World Rally Championship был выпущен для PlayStation 2 30 ноября 2001 года в Европе и 21 марта 2002 года в Северной Америке. В игре представлены лицензированные автомобили FIA, этапы и водители сезона 2001 года, а также режим карьеры, позволяющий игроку участвовать в гонках в течение сезона чемпионата мира по ралли. В игре также есть симуляция повреждений в виде визуального урона, а также ущерба производительности в случае сбоя игрока.

### WRC II Extreme(2002)
WRC II Extreme является продолжением WRC World Rally Championship и был выпущен для PlayStation 2 в Европе и Японии 27 ноября 2002 года. В нем представлены команды, водители, автомобили и ралли сезона WRC 2002 года. В него также входят Extreme автомобили, разработанные командами. Основной саундтрек к WRC II Extreme был спродюсирован the Chemical Brothers. Кроме того, в игре также были использованы треки «Come with Us/The Test» и «Star Guitar» с альбома Chemical Brothers «Come with Us» (2002).

### WRC 3(2003)
WRC 3 является вторым продолжением WRC World Rally Championship и был выпущен для PlayStation 2 21 ноября 2003 года в Европе и 27 мая 2004 года в Японии. В игре представлены команды, водители, автомобили и ралли сезона WRC 2003 года. В нем также представлены Extreme и Concept автомобили, разработанные командами.

### WRC 4(2004)
WRC 4 — это четвертая часть WRC World Rally Championship, которая была выпущена 22 октября 2004 года в Европе и 7 апреля 2005 года в Японии. В игре представлены команды, водители, автомобили и ралли сезона WRC 2004 года. Также представлены Extreme автомобили, разработанные командами, автомобили S1600 и автомобили группы N4.

### WRC: Rally Evolved(2005)
WRC: Rally Evolved или WRC 5 — последняя игра серии для PS2. Она была выпущена эксклюзивно в Европе 28 октября 2005 года. Игра включает в себя команды, водителей, автомобили и ралли сезона WRC 2005 года. Также представлены Extreme и Concept автомобили, разработанные командами, автомобили S1600 и автомобили группы B 1980-х годов.

### World Rally Championship(2005)
В 2005 году британская игровая студия Traveller’s Tales и SCEE разработали новую игру WRC для PlayStation Portable на основе WRC: Rally Evolved, которое недавно было выпущено на PS2. Порт для PSP был совместно выпущен Sony Computer Entertainment (Европа/Япония) и Namco Bandai Games (Северная Америка) 18 ноября 2005 года в Европе, 9 марта 2006 года в Японии и 18 апреля в Северной Америке. Он известен как WRC, WRC: FIA World Rally Championship и World Rally Championship в Великобритании, Японии и США соответственно.
Как и его предшественник, World Rally Championship основан на сезоне 2005 года и включает в себя 30 полностью деформируемых автомобилей 2005 WRC, Evolution и Extreme специальных машин. В режиме чемпионата игроки имеют возможность играть в течение всего сезона WRC за любого из 17 официальных водителей, зарегистрированных в 2004 году, от шести официальных производителей, участвуя в 16 официальных ралли, охватывающих пять континентов и 16 стран. Кроме того, есть 19 бонусных этапов и загружаемый контент, который был доступен пользователям. В дополнение к режиму чемпионата, существуют также режимы быстрой гонки, гонки на время и одиночного ралли для одного игрока. World Rally Championship также поддерживает различные специальные многопользовательские режимы, такие как беспроводное испытание на время, пошаговое испытание на время, пошаговое одиночное ралли и пошаговый чемпионат.
Однако, в отличие от версии для PS2, ремейк для PSP не включает симуляцию повреждений, хотя визуальные повреждения автомобиля видны.

### WRC: FIA World Rally Championship Mobile / 3D(2007)
WRC: FIA World Rally Championship Mobile 3D — это официально лицензированная мобильная гоночная игра. Это полностью трехмерная игра, в которой игрок участвует в раллийных гонках с видом сзади или от первого лица. Ускорение автоматическое, поэтому управление ограничивается рулевым управлением и торможением. Разработчиками стала команда Firemint Pty Ltd..
WRC: FIA World Rally Championship Mobile — это официально лицензированная мобильная гоночная игра. Эта версия игры выполнена в 2D и поэтому немного отличается от 3D версии . Большая часть контента такая же, но имеет вид только от третьего лица, а графика основана на спрайтах и менее детализирована. Управление автомобилями работает так же. Над данной версией трудились Ditto Studios Ltd..
В игре есть два режима игры: чемпионат и аркада. Режим чемпионата имитирует полный сезон, и игроку начисляются очки в каждой гонке в зависимости от позиции. Бонусные баллы начисляются за участие в специальных мероприятиях, которые нравятся публике. Заработайте достаточно очков, и дополнительные автомобильные бонусы будут разблокированы. В аркадном режиме играют против пяти (в версии 3D автомобилей всего 3) других автомобилей, и в каждой гонке игрок должен финишировать достаточно высоко, чтобы перейти на следующую трассу ралли.
Издателями выступили I-Play, которые занимались в основном мобильными играми. Им же и пренадлежала лицензия сезона 2007.

### WRC FIA World Rally Championship(2010)
WRC FIA World Rally Championship был выпущен 8 октября 2010 года в Европе и 14 апреля 2011 года в Японии. Это была первая игра, получившая официальную лицензию WRC со времен WRC: Rally Evolved 2005, а также первая официальная игра WRC, выпущенная на Xbox и PC. В нем представлены официальные автомобили, водители и водители и вторые водители сезона 2010 года из трех вспомогательных классов: Production World Rally Championship, Super 2000 World Rally Championship and Junior World Rally Championship.
Загружаемый автомобильный пакет, включающий раллийные автомобили группы B 1980-х годов, был выпущен в день выхода игры.

### WRC 2: FIA World Rally Championship(2011)
WRC 2: FIA World Rally Championship был выпущен на PlayStation 3, Xbox 360 и PC 14 октября 2011 года в Европе и 16 февраля 2012 года в Японии. Это вторая часть перезагруженной серии WRC от Milestone и официальная видеоигра чемпионата мира по ралли 2011 года, в которой представлены автомобили и ралли сезона 2011 года, включая категории поддержки.

### WRC 3: FIA World Rally Championship(2012)
WRC 3: FIA World Rally Championship был выпущен на PlayStation 3, PlayStation Vita, Xbox 360 и PC 12 октября 2012 года в Европе. Это третья часть перезагруженной серии WRC от Milestone и официальная видеоигра чемпионата мира по ралли 2012 года, в которой представлены автомобили и ралли сезона 2012 года, включая категории поддержки.

### WRC Powerslide(2013)
WRC Powerslide был разработан компанией Milestone S.r.l. и выпущен в PlayStation Network, Xbox Live Arcade и Steam.
По состоянию на апрель 2016 года игра была удалена из магазинов PSN, XLA и Steam.

### WRC 4: FIA World Rally Championship(2013)
WRC 4: FIA World Rally Championship был выпущен на PlayStation 3, Xbox 360, PC и PlayStation Vita в октябре 2013 года в Европе. Это четвертая часть перезагруженной серии WRC от Milestone и официальная видеоигра чемпионата мира по ралли 2013 года, в которой представлены автомобили и ралли сезона 2013 года, включая категории поддержки.

### WRC The Official Game(2014)
WRC The Official Game былa выпущенa на мобильные платформы Android и iOS разработчиками из Bigben Interactive SA. А так же существовала версия для Nintendo 3DS над которой уже трудились специалисты из Firebrand Games, релиз игры состоялся 28 ноября 2014г. Игра имела в своем асортименте контент из сезона 2014 - чемпионата мира по ралли.

### WRC 5(2015)
WRC 5 был выпущен на PlayStation 4, PlayStation 3, PlayStation Vita, Xbox 360, PC и Xbox One в октябре 2015 года. Это первая часть для консолей следующего поколения, разработанная парижской компанией Kylotonn и изданная Bigben Interactive. WRC 5 — официальная видеоигра чемпионата мира по ралли 2015 года, в которой представлены автомобили и ралли сезона 2015 года, включая категории поддержки, и в общей сложности 400 км этапов. Это первая игра WRC для консолей восьмого поколения. Во вступлении к этой игре была использована песня британской инди-рок группы Bastille «Pompeii». Игра достигла 10-го места в чарте физических продаж в Великобритании и 10-го места в чарте загрузок.

### WRC 6(2016)
WRC 6 был выпущен на PlayStation 4, Xbox One и PC 7 октября 2016 года. Он был разработан парижской компанией Kylotonn и опубликован Bigben Interactive. WRC 6 — официальная видеоигра чемпионата мира по ралли 2016 года, в которой представлены автомобили и ралли сезона 2016 года. Тестовый автомобиль Toyota Yaris WRC был доступен в качестве дополнения для предварительного заказа.

### WRC 7(2017)
WRC 7 был выпущен на PlayStation 4, Xbox One и PC 26 сентября 2017 года. Он был разработан парижской компанией Kylotonn и опубликован Bigben Interactive. WRC 7 — это официальная видеоигра сезона чемпионата мира по ралли 2017 года, в которой представлены автомобили и ралли сезона 2017 года.

### WRC 8(2019)
WRC 8 был выпущен на PlayStation 4, Nintendo Switch, Xbox One и PC 10 сентября 2019 года. Он был разработан парижской компанией Kylotonn и опубликован Bigben Interactive. WRC 8 — это официальная видеоигра сезона чемпионата мира по ралли 2019 года, в которой представлены автомобили и ралли сезона 2019 года.

### WRC 9(2020)
WRC 9 был выпущен на PlayStation 4, Xbox One и PC 3 сентября 2020 года. PlayStation 5 и Xbox Series X и Series S версии были запущены 12 ноября 2020 года, а версия для Nintendo Switch была доступна 11 марта 2021 года. Он был разработан парижской компанией Kylotonn и опубликован Bigben Interactive. WRC 9 — это официальная видеоигра сезона чемпионата мира по ралли 2020 года, в которой представлены автомобили и ралли сезона 2020 года.

### WRC 10(2021)
WRC 10 был выпущен на PlayStation 4, PlayStation 5, Xbox One, Xbox Series X и Series S и PC 2 сентября 2021 года. Он был разработан парижской компанией Kylotonn и опубликован Bigben Interactive. WRC 10 — официальная видеоигра сезона чемпионата мира по ралли 2021 года, в которой представлены автомобили и ралли сезона 2021 года.

### WRC Generations(2022)
WRC Generations был выпущен на PlayStation 4, PlayStation 5, Xbox One, Xbox Series X и Series S и PC 3 ноября 2022 года. Он был разработан парижской компанией Kylotonn и опубликована Nacon. WRC Generations — официальная видеоигра сезона чемпионата мира по ралли 2022 года, в которой представлены автомобили и ралли сезона 2022 года.

### EA Sports WRC(2023)
EA Sports WRC был выпущен на PlayStation 5, Xbox Series X и Series S и PC 3 ноября 2023 года. Он был разработан компанией Codemasters и опубликована Electronic Arts. EA Sports WRC — официальная видеоигра сезона чемпионата мира по ралли 2023 года, в которой представлены автомобили и ралли сезона 2023 года.